# イオン金沢八景ショッピングセンター
イオン金沢八景ショッピングセンター（イオンかなざわはっけいショッピングセンター）は、神奈川県横浜市金沢区泥亀一丁目にあるイオンリテール株式会社が運営する大型商業施設（ショッピングセンター）である。ネットスーパー取扱店舗。

## 歴史
国道16号（横須賀街道）沿線に存在する。建物は鉄筋コンクリート造りで地上5階・地下1階建て。
かつてはダイエーグループの主力店舗の一つであり、最大規模の商圏を誇っていた。そのため、同区外からも客が訪れる。
プランタンが開業の際、公開空地を設け店周りを遊歩道に、更に国道16号からの側道も拡張した。
当初、ターゲットに絞っていた30代-40代のサラリーマン世帯（後述）だけでなく、高齢者や家族連れ等、顧客層の幅が広かった事が後に明らかとなった為、多様なニーズに合わせる幾度かの改装工事を行っている。

### 金沢八景プランタン時代
1983年3月に、かつてこの場所に存在した日本製鋼所横浜製作所が同区の福浦に移転した為、三井不動産・日本製鋼所・三鋼都市開発が協力して跡地（5.1ha）を再開発することとなった。計画ではA区（1.9ha）とB区（3.2ha）の二つの区画に分け、A区は核ビルと専門店街の棟と駐車場の3つで構成される金沢八景ショッピングセンターを、B区には全6棟で757戸のマンションを建設するというものだった。
計画発表後、核テナントとしてプランタンとダイエーが出店を名乗り出た。ダイエー側の当初の計画では、地上8階・地下1階建ての核ビルに出店、プランタンは1階-4階を、ダイエーは地下1階と5階-8階を使用。ダイエーには千葉県船橋市で営業していたDIY用品・インテリアなどを揃えたホームワールドや、屋上にエアロビクス教室・ラケットボールコートを作り、地域密着型の店舗にする予定であった。
しかし、商業集積の大きさから地元商店街が強く反発し、当初見込んでいた翌年の商業活動調整協議会への三条申請が出来ず、1985年秋の開業が絶望的となった。
地元との調整を続けること6年、計画を大幅に見直した上で三条申請を行い1989年11月9日に横浜商工会議所で開かれた商業活動調整協議会での結審で出店了承を受けたため、横浜に出店予定だったDマート阿久和店（瀬谷区、のちのダイエー阿久和店。既に閉鎖済み）と共に出店が決定した。
この当時の開業予定日は1991年5月1日。スーパーと百貨店の良さをミックスした日本初の試みの大型店が開業することが明らかとなる。工事なども含めた総事業費は120億円、初年度売上見込みは168億9600万円、売上目標は127億円。ダイエーが運営を行わず、ダイエーとプランタン銀座の両者が1984年に50%ずつ出資して設立した子会社ショッパーズプランタン横浜（本社:金沢八景プランタン内、資本金:1000万円）が行った。子会社であったもののダイエーが唯一、自らが手を出さなかった店舗であった。
1991年9月27日の午前9時30分に、ショッパーズプランタン横浜の佐々木社長と同区在住の主婦がテープカットを行い金沢八景プランタンが開業。開業時間までに500人が列を作った。当日の来店客は正午には3万人、1日を通して12万人に上った。売上げは、2500万円を見込んでいたが1億3500万円と好調の出陣となった。開業当初の営業時間は、午前10時から午後7時まで。年間120日に限っては午後7時30分までの営業が商業活動調整協議会で認められた。
プランタン共通のパリのふだん着の生活を提案するカジュアルデパートのコンセプトの他に、パリの小粋でおしゃれ感覚を設定して30代-40代のサラリーマン世帯を対象にした商品構成を目指した。また、金沢八景には関東学院大学や横浜市立大学に通う学生が多い為、パソコン等の情報機器・スポーツ用品・書籍の地域1番店を目指した。

### ダイエー金沢八景店時代

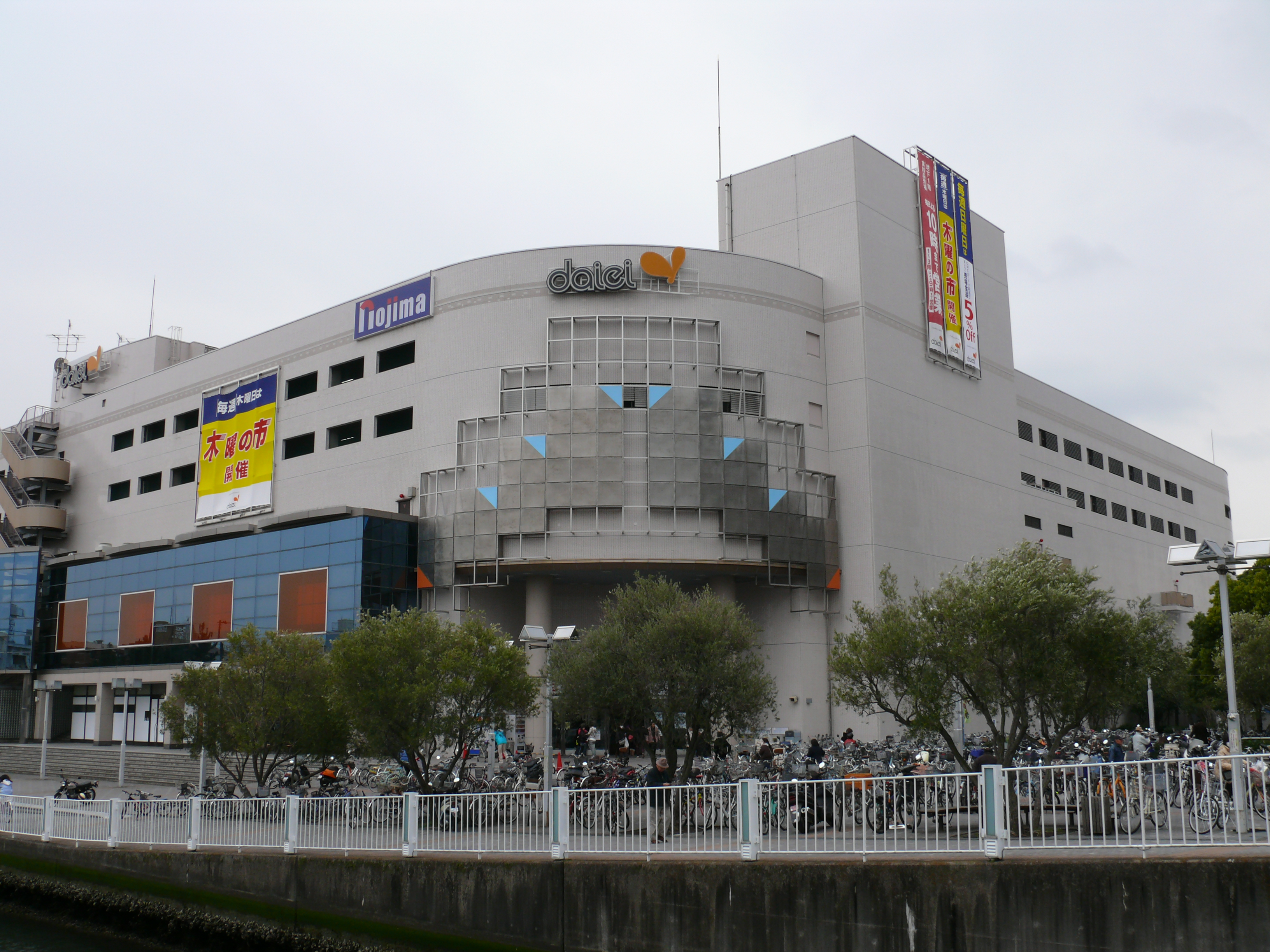
旧ダイエー金沢八景店

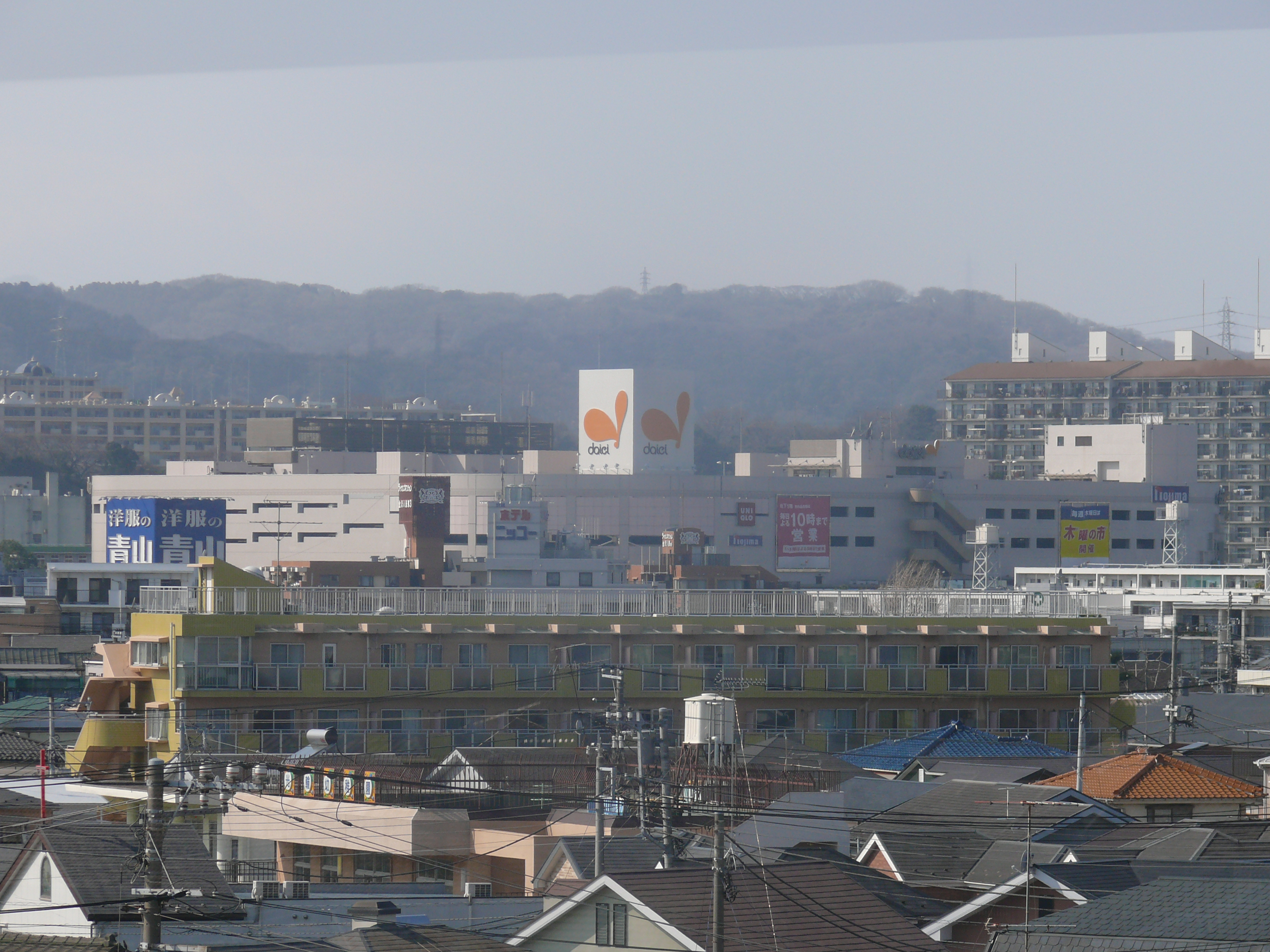
野島公園駅から見た旧ダイエー金沢八景店。

1994年（平成6年）10月1日に金沢八景プランタンからダイエー金沢八景店となりダイエー直営店となる。店番号は0613。これは、ダイエーが忠実屋・ユニードダイエー・ダイナハと合併する前に、POSシステムによる集中管理に完全移行する方針であった関係で、当店を運営するショッパーズプランタン横浜を始めとしたダイエーブランドを運営する子会社が整理対象となった為である。別会社が運営していたとはいえ、プランタンがダイエーに業態転換された初めての例となった。
業態転換以前から売上など調子は良かった為、転換後はダイエーでトップクラスに入る主力店舗となる。直営化された当時、売場面積は日本全国のスーパーで15番目、ダイエー内では7番目に大きかった。2001年（平成13年）には大幅な改装工事を実施。ユニクロを初めてダイエー店内に導入するなどの効果もあって売上・利益は次第に伸びていった（詳しくは沿革も参照）。
ところが皮肉なことにユニクロ等、テナントの勢いが衰えると同時に、ダイエーの売上高も並行して落ちていってしまった。これを重く見たダイエー側は他店の改装を中断し、当店の食料品売場に存在した寿司コーナーの調理場の移動などを2003年（平成15年）4月に行った上で改装オープンした。
更に2006年（平成18年）には上述の通り、当店の顧客層の幅が広かった事が明らかとなった。多様なニーズに応える為に、直営の売場面積を3割圧縮し衣料品を中心としたテナントを招致し面積を1.5倍にしたり、食品ではダイエー初の取り組みとなるパスタ・ハンバーグ・ドリア等を取り扱う洋食総菜売場「ロイヤルクック」を導入した。
これらの改装の効果もあって当店の売上が持ち直し再度売上が上昇、イオンリテールに継承されるまで主力店の一員であり続けた。

### イオン金沢八景店時代
2016年3月1日よりダイエー金沢八景店の運営が、株式会社ダイエーからイオンリテール株式会社に承継された。同年3月14日まで同名での営業となった。改装休業を経て同年3月17日よりイオン金沢八景店に改称した。
改称当初はGMS単体の店舗として扱われていたが、その後「イオン金沢八景ショッピングセンター」の核店舗としての扱いに変更されている（引き続きイオンリテールが施設全体の運営を担当）。

## フロア構造
| 階      | フロア概要                                 |
| ------- | ------------------------------------------ |
| 屋上    | 駐車場・金沢八景展望室                     |
| 5階     | 駐車場                                     |
| 4階     | 駐車場                                     |
| 3階     | 専門店のフロア                             |
| 2階     | 衣料品・専門店のフロア                     |
| 1階     | 化粧品・医薬品・専門店のフロア             |
| 地下1階 | 食料品・家庭用品・ファーストフードのフロア |

### フードパーク
フードパーク (FOOD PARK) は、地下1階に存在するフードコートで、6つのテナントが営業している。内装は1950年代の映画のポスター（ローマの休日など）が貼ってあったり、シーリングファンが設置されていたりとアメリカンな雰囲気を漂わせるもので、ショッパーズプラザ横須賀・甲子園店・ハーバーランド店のフードワンダーランドや、北海道の清田店（2001年閉店）のフードコートと類似している。開業当初は、面積が広く回転寿司店やディッパーダンも存在した。しかし、2001年の改装工事でフードパークの面積は縮小され、回転寿司店は閉店、ディッパーダンは場所を移した。現在は、大幅リニューアルされ、当時の面影はない。

### 味の街
味の街（あじのまち）は、3階に存在する飲食店街（レストラン街）で、6つのテナントが営業している。開業当時はパリのモンマルトルの雰囲気を演出していた。最盛期は現在のダイソーの場所まで飲食店街だった。

### 金沢八景展望室
6階には他のダイエーやイオンには見られない展望台が設けられている。ここから海の公園や八景島を望むことが出来る。

### 駐車場
当店の駐車場には様々な動物が表示されている。
- 4階:シマウマ（緑）
- 5階:象（赤）
- 6階:キリン（青）

## 主なテナント
- ノジマ
- ダイソー
- ドムドムハンバーガー
- ディッパーダン
- すき家
- 餃子の王将
- 丸亀製麺
- カルディコーヒーファーム
- スターバックスコーヒー
- サイゼリヤ
- 無印良品

## かつて存在していた主なテナント
- プランタン（デパート）
- パレックス（家電）
- ラオックス（家電）
- 小田薬局（ドラッグ）
- ウェンディーズ（ハンバーガー） ※ゼンショーとの契約打ち切りにより、2009年12月31日で閉店
- ポプリンキッチン（ファミリーレストラン）
- ビアード・パパの作りたて工房（シュークリーム）
- あさひ（自転車）
- GAP（衣料品）
- ユニクロ（衣料品）※2022年4月20日閉店
- joint（衣料品）
- エラート(CD/DVD)

## 沿革
- 1983年（昭和58年）9月19日 - 三井不動産が金沢区でのSCの建設が明らかになる。ダイエーとプランタンが出店表明。
- 1989年（平成元年）11月9日 - 商業活動調整協議会での結審で出店を了承される。
- 1990年（平成2年）3月20日 - 着工[14]。
- 1991年（平成3年）9月27日 - 9時30分に金沢八景プランタン開業。
- 1994年（平成6年）10月1日 - POSシステムによる集中管理を行う為、ダイエー金沢八景店（店番号0613）に名称変更。ダイエー直営化になる。
- 2001年（平成13年）3月16日 - 修正再生三ヵ年計画（フェニックスプラン）での「直営売場面積の適正化とテナント導入」に沿い改装工事を施し、リニューアルオープン。
- 2001年（平成13年）4月5日 - 社長の記者会見で、金沢八景店の直営売上高が対前年比で20-30%増と好調な推移を示していることが公表される[15]。
- 2006年（平成18年）9月30日 - 改装工事を施し、リニューアルオープン。直営店舗を3割圧縮し、テナント面積を1.5倍に増やす。
- 2011年（平成23年）10月30日 - 金沢区総合防災訓練で初めて、防災ヘリコプターを使用した津波訓練が実施された際、当店屋上が使用される[16]。
- 2012年（平成24年）3月17日 - 地下1階に改装工事を施し、リニューアルオープン。食品売り場のレイアウトの大幅な見直しとスペースの拡大化を実施。
- 2015年（平成27年）6月1日 - レイディアントシティ横濱及び釜利谷地区向けに無料送迎バスの運行開始。大新東株式会社が運行。
- 2016年（平成28年）3月1日 - イオンリテールに営業権が承継。ダイエー金沢八景店のままで営業継続[17]。
- 2016年（平成28年）3月14日 - ダイエー金沢八景店での営業を終了。
- 2016年（平成28年）3月17日 - イオン金沢八景店開業[18]。

## 売上（ダイエー時代）
この統計は、日経流通新聞及び日本経済新聞が調査して順位付けしたものである。プランタン時代は子会社に営業を委託していた為、統計は掲載されていない。調査が最後まで続けられた2001年（平成13年）まで掲載する。
| 年度   | スーパー業界 | ダイエー内 | 小売総合 | 売上          | 売上比率 |
| ------ | ------------ | ---------- | -------- | ------------- | -------- |
| 1994年 | 444位        | 144位      | 819位    | 64億4800万円  | なし     |
| 1995年 | 38位         | 11位       | 247位    | 140億6600万円 | なし     |
| 1996年 | 49位         | 14位       | 278位    | 134億3000万円 | ▲4.2%    |
| 1997年 | 48位         | 14位       | 279位    | 132億2100万円 | ▲1.6%    |
| 1998年 | 70位         | 14位       | 306位    | 121億7200万円 | ▲7.9%    |
| 1999年 | 48位         | 12位       | 279位    | 124億2800万円 | 2.1%     |
| 2000年 | 58位         | 12位       | 279位    | 117億9300万円 | ▲5.1%    |

## アクセス

### 鉄道
- 京急本線、京急逗子線、金沢シーサイドライン 金沢八景駅

### バス
以下のバスの他に2015年6月1日より、大新東による無料送迎バスの運行が開始された。レイディアントシティルートと釜利谷ルートの二つがあり、8時から17時まで運行されている。利用の条件としてイオン行きのバス乗車の際はOMCカード、イオンカードの提示がある事、帰りのバスに乗車の際は、イオンか専門店のレシートの提示が必要となる。
- 京急バス 文5・文6 泥亀一丁目停留所より徒歩1分。
- 京急バス 4・ 追20・八20・八21・鎌24 金沢八景(国道)停留所より徒歩4分。
- 神奈中バス 船08・金24・金25・金28 金沢八景(国道)停留所より徒歩4分。

## テレビ
- 2002年8月17日に放送されたテレビ東京系列のバラエティ番組「出没!アド街ック天国」内で「横浜・八景島」が紹介された際、30位中7位「大型スーパー」でダイエー金沢八景店時代の当店が紹介された。